# 芸 (姓)
芸（うん）は、漢姓の一つ。

## 朝鮮の姓
芸（うん、ウン、朝: 운）は、朝鮮人の姓の一つである。

### 氏族
2015年の調査で全州芸氏は21人がいる。これは韓国の芸氏の全員である。

### 人口と割合
1930年国勢調査では咸南にのみ11世帯があった。1960年、1975年には確認されなかった。
| 年度   | 人口 | 世帯数 | 順位 | 割合 |
| ------ | ---- | ------ | ---- | ---- |
| 1930年 |      | 11世帯 |      |      |
| 1960年 |      |        |      |      |
| 1985年 |      |        |      |      |
| 2000年 |      |        |      |      |
| 2015年 | 21人 |        |      |      |